# Slavko Vraneš
Slavko Vraneš (Servisch: Славко Вранеш) (Pljevlja, 30 januari 1983) is een uit Montenegro afkomstige basketbalspeler. Hij is met zijn lengte (2,29 m) een van de langste spelers in de wereld. Op het moment speelt hij bij UNICS Kazan uit Rusland.
De eerste club voor Vraneš was het Servische KK FMP Železnik Belgrado. Later ging hij naar Tofaş BK uit Turkije. In het seizoen 2002-2003 speelde hij voor een andere Turkse club, Efes Pilsen SK. Daarna besloot hij terug te keren naar Montenegro, waar hij ging spelen voor KK Budućnost Podgorica.
In 2003 kwam hij terecht in de NBA, bij de New York Knicks, alleen moest Vraneš in december 2003 weer vertrekken. Daarop tekende hij in januari 2004 bij een andere club in de NBA, Portland Trail Blazers. Hij speelde slechts in één wedstrijd in de NBA.
Daarna speelde hij nog voor verschillende clubs in Servië en Montenegro, en tekende onder andere in 2007 een driejarig contract bij KK Partizan. In 2010 werd bekend dat Vranes voor UNICS Kazan ging spelen.
Vraneš speelt ook voor het nationale team van Montenegro.